# Новоникольское (Рузский городской округ)
Новоникольское — деревня в Рузском районе Московской области России, входит в состав сельского поселения Дороховское. Население 8 человек на 2006 год. До 2006 года Новоникольское входило в состав Космодемьянского сельского округа.
Деревня расположена на юге района, примерно в 27 километрах к югу от Рузы, высота центра над уровнем моря 192 м. Ближайшие населённые пункты — деревни Новомихайловское в 1 километре на восток и Новоивановское — в 1,5 километра юго-восточнее.